# 이지 버츄 (1928년 영화)
이지 버츄(Easy Virtue)는 영국에서 제작된 알프레드 히치콕 감독의 1927년 영화이다. 프랭클린 다이얼 등이 주연으로 출연하였고 마이클 발콘 등이 제작에 참여하였다.

## 출연

### 주연
- 프랭클린 다이얼
- 이사벨 진즈
- 이안 헌터

### 조연
- Enid Stamp-Taylor
- 알프레드 히치콕

## 제작진
- 원작자: 노엘 카워드

## 같이 보기
- 이지 버츄 (2008년 영화)